# Gratien Allaire
 (janvier 2017).
Si vous disposez d'ouvrages ou d'articles de référence ou si vous connaissez des sites web de qualité traitant du thème abordé ici, merci de compléter l'article en donnant les références utiles à sa vérifiabilité et en les liant à la section « Notes et références ».
Pour les articles homonymes, voir Allaire.
Gratien Allaire (né en 1945) est un historien, universitaire et administrateur de la recherche, qui a dirigé l’Institut franco-ontarien de 2003 à 2010. Il est professeur émérite de l'Université Laurentienne, où il fut également vice-recteur associé aux affaires francophones. Il a œuvré au rayonnement des sciences en français partout au Canada, notamment en participant à la fondation de deux groupes de chercheurs et chercheuses francophones au sein de l'Université de l'Alberta et de l'Université de Sudbury, appelés Acfas-Alberta et Acfas-Sudbury. Il est également le créateur de la notion de « francophonie du pourtour », désignant les communautés de langue française de Terre-Neuve et du Labrador, de la Colombie-Britannique, du Yukon, des Territoires du Nord-Ouest et du Nunavut. 

## Biographie
Né au Québec en 1945, Gratien Allaire est déménagé en Alberta en 1976 pour enseigner l'histoire et les études canadiennes au Collège Saint-Jean (aujourd'hui le campus Saint-Jean, campus francophone de l'Université de l'Alberta). Vingt ans plus tard, il a rejoint l’Université Laurentienne, où il fut professeur, directeur de l'Institut franco-ontarien, vice-recteur associé aux affaires francophones et président de l'Acfas-Sudbury. Ses recherches ont porté sur les divers aspects de l’évolution de la francophonie canadienne : mouvement coopératif, associations, législation, éducation, migration, université, santé, etc. Durant quinze ans, il a été l'une des personnes les plus impliquées au sein du Réseau de la recherche sur la francophonie canadienne et de son séminaire d'été. Très engagé, il s'est également impliqué au sein de plusieurs organismes franco-ontariens tel que l'Université du troisième âge, le Centre de santé communautaire, l'ACFO, le Centre de l'enfant et de la famille, le Club Richelieu, le Centre d'accès aux soins communautaires, la Librairie du Nouvel-Ontario, le Forum sur la dualité linguistique, le Salon du livre, le Sommet des communautés francophones et acadiennes, le Symposium sur les langues officielles et l'Assemblée de la francophonie de l'Ontario. Il a également présidé le comité organisateur des forums Le français pour l'avenir/French for the future de 2003 à 2010. 
Il a remporté le prix du Centre de recherche sur la civilisation canadienne-française, de l'Université d'Ottawa, en 2011, pour souligner son engagement sans faille depuis trente-cinq ans envers la francophonie canadienne.

## Livre
- Gratien Allaire, La francophonie canadienne: Portraits, Sudbury, Prises de parole, 1999.
- Le fonds d'archives de Gratien Allaire se trouve aux Archives de l'Université de l'Alberta (Edmonton, Alberta). UAA Fonds 0621.